# Jozef Urblík
Jozef Urblík (Bardejov, 22 agosto 1996) è un calciatore slovacco, centrocampista del Vasas.

## Caratteristiche tecniche
È un mediano.

## Carriera
Cresciuto nel settore giovanile del Nitra, ha esordito in prima squadra il 23 novembre 2013 disputando l'incontro di Superliga vinto 2-0 contro il Dukla B.B..

## Statistiche
Statistiche aggiornate al 15 maggio 2019.

### Presenze e reti nei club
| Stagione                | Squadra                 | Campionato              | Campionato | Campionato | Coppe nazionali | Coppe nazionali | Coppe nazionali | Coppe continentali | Coppe continentali | Coppe continentali | Altre coppe | Altre coppe | Altre coppe | Totale | Totale | Totale |
| Stagione                | Squadra                 | Comp                    | Pres       | Reti       | Comp            | Pres            | Reti            | Comp               | Pres               | Reti               | Comp        | Pres        | Reti        | Pres   | Reti   |        |
| ----------------------- | ----------------------- | ----------------------- | ---------- | ---------- | --------------- | --------------- | --------------- | ------------------ | ------------------ | ------------------ | ----------- | ----------- | ----------- | ------ | ------ | ------ |
| 2013-2014               | Nitra                   | SL                      | 2          | 0          | CS              | 0               | 0               |                    | -                  | -                  |             | -           | -           | 2      | 0      |        |
| 2014-2015               | Nitra                   | 1L                      | 30         | 6          | CS              | 3               | 0               |                    | -                  | -                  |             | -           | -           | 33     | 6      |        |
| 2015-2016               | Nitra                   | 1L                      | 9          | 2          | CS              | 2               | 0               |                    | -                  | -                  |             | -           | -           | 11     | 2      |        |
| Totale Nitra            | Totale Nitra            | Totale Nitra            | 41         | 8          |                 | 5               | 0               |                    | -                  | -                  |             | -           | -           | 46     | 8      |        |
| 2016-2017               | Vysočina Jihlava        | 1L                      | 15         | 1          | CRC             | 1               | 0               |                    | -                  | -                  |             | -           | -           | 16     | 1      |        |
| 2017-2018               | Vysočina Jihlava        | 1L                      | 22         | 1          | CRC             | 2               | 0               |                    | -                  | -                  |             | -           | -           | 24     | 1      |        |
| ago. 2018               | Vysočina Jihlava        | FNL                     | 6          | 4          | CRC             | 0               | 0               |                    | -                  | -                  |             | -           | -           | 6      | 4      |        |
| Totale Vysočina Jihlava | Totale Vysočina Jihlava | Totale Vysočina Jihlava | 43         | 6          |                 | 3               | 0               |                    | -                  | -                  |             | -           | -           | 46     | 6      |        |
| 2018-2019               | Puskás Akadémia         | NB1                     | 19         | 1          | CU              | 3               | 0               |                    | -                  | -                  |             | -           | -           | 22     | 1      |        |
| Totale carriera         | Totale carriera         | Totale carriera         | 103        | 15         |                 | 11              | 0               |                    | -                  | -                  |             | -           | -           | 114    | 15     |        |